# Toutes peines confondues (film)
Pour les articles homonymes, voir Toutes peines confondues.
Pour plus de détails, voir Fiche technique et Distribution.
Toutes peines confondues est un film français réalisé par Michel Deville, sorti en 1992.

## Synopsis
Rose et Sylvestre Gardella sont tués après avoir été séquestrés chez eux par deux jeunes voyous qui voulaient leur extorquer de l'argent. Le fils des Gardella, Antoine Gardella, est un homme d'affaires visé depuis longtemps par des enquêtes de police, notamment par celle de Thurston, d'Interpol. Ce dernier délègue l'inspecteur Christophe Vade, chargé de l'enquête sur le meurtre des Gardella, pour se rapprocher de lui.

## Fiche technique
- Titre : Toutes peines confondues
- Réalisation : Michel Deville
- Photographie : Bernard Lutic
- Scénario : Rosalinde Deville, d'après le roman de Andrew Coburn
- Production : Rosalinde Deville
- Musique : Dimitri Chostakovitch
- Genre : drame, policier, thriller
- Durée : 107 minutes
- Date de sortie : 8 avril 1992

## Distribution
- Patrick Bruel : Christophe Vade
- Jacques Dutronc : Antoine Gardella
- Mathilda May : Jeanne Gardella
- Sophie Broustal : Laura
- Vernon Dobtcheff : Thurston, d'Interpol
- Bruce Myers : Gabriel Scandurat, l'homme de main de Gardella
- Joël Barbouth : Husquin, l'adjoint de Vade
- Bernard Waver
- Benoît Magimel : Thomas Gardella
- Yasmine Modestine : La serveuse de l'aéroport
- Delphine Lanza : L'infirmière